# Darkfighter
Darkfighter è il settimo album in studio del gruppo musicale statunitense Rival Sons, pubblicato nel 2023.

## Tracce
1. Mirrors – 5:01
2. Nobody Wants to Die – 3:42
3. Bird in the Hand – 4:28
4. Bright Light – 4:33
5. Rapture – 4:24
6. Guillotine – 5:05
7. Horses Breath – 6:04
8. Darkside – 6:18

## Formazione
- Jay Buchanan – voce, chitarra
- Scott Holiday – chitarra, cori
- Mike Miley – batteria, cori
- Dave Beste – basso, cori

## Classifiche
| Classifica (2023) | Posizione raggiunta |
| ----------------- | ------------------- |
| Regno Unito       | 30                  |